# Larry King
Larry King (født Lawrence Harvey Zeiger 19. november 1933 i Brooklyn, New York City,  død 23. januar 2021) var en amerikansk journalist og studievært, der fra 1985 var vært for et af de længstlevende talkshows i USA, Larry King Live.
King begyndte som lokaljournalist i Florida i 1950'erne og blev derefter radiovært. I 1978 fik han sit eget program, The Larry King Show, hvor amerikanere fra hele landet kunne ringe og stille spørgsmål til ugens gæst. Efter etableringen af CNN blev han i 1985 vært på tv-programmet Larry King Live, hvis koncept minder om radioshowet – bortset fra seere fra hele verden kunne ringe ind, idet showet også blev sendt på CNN International. Programmet var det første internationale tv-program af sin art. King var frem til 1994 vært på radioprogrammet sideløbende. Tv-versionen transmitteres 2010 for sidste gang med King som vært, men konceptet fortsætter dog med en anden vært, Piers Morgan. Kings sidste show blev sendt den 16. december 2010.
Han har vundet en Emmy Award, to Peabody Awards og ti Cable ACE Awards. 
King har medvirket i adskillige spillefilm, hvor han spiller sig selv – bl.a. Ghostbusters (1984), The Long Kiss Goodnight (1996) og America's Sweethearts (2001).